# Amblyomma geochelone
Amblyomma geochelone är en fästingart som beskrevs av Durden, Keirans och Smith 2002. Amblyomma geochelone ingår i släktet Amblyomma och familjen hårda fästingar.
Artens utbredningsområde är Madagaskar. Inga underarter finns listade i Catalogue of Life.